# Geary County
Geary County is een county in de Amerikaanse staat Kansas.
De county heeft een landoppervlakte van 996 km² en telt 27.947 inwoners (volkstelling 2000). De hoofdplaats is Junction City.

## Bevolkingsontwikkeling

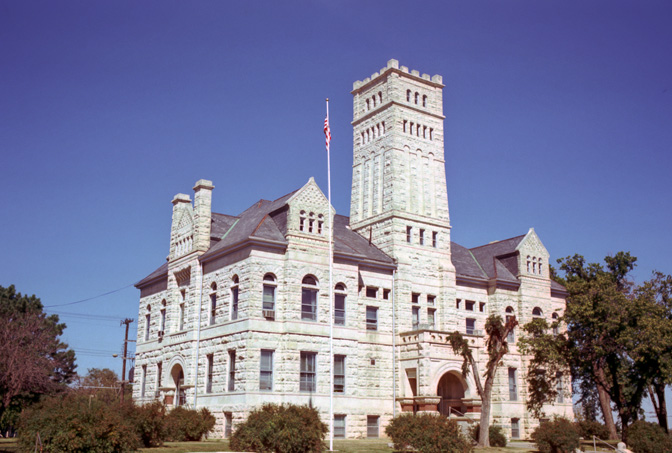
Geary County Courthouse